# Bologna (metropolitana di Roma)
Bologna è una stazione della linea B della metropolitana di Roma.

## Storia
Sotterranea, fu inaugurata nel dicembre 1990.
I suoi accessi sono, oltre che su piazza Bologna, su viale XXI Aprile, via Lorenzo il Magnifico, via Ravenna e viale delle Province.
La soluzione tecnica adottata per realizzare tale fermata fu quella delle canne sovrapposte; infatti la galleria di transito dei treni in direzione Rebibbia o Jonio si trova esattamente al di sopra di quella ove transitano quelli in direzione Laurentina. Tale tecnica costruttiva era inedita nella Capitale e fu in seguito usata per realizzare le stazioni del prolungamento della linea A di Cipro e Valle Aurelia.
La stazione fu interessata dai lavori per la costruzione della diramazione della linea B, denominata "B1", dal gennaio 2005 fino a giugno 2012, quando il nuovo ramo fu inaugurato.

## Struttura e impianti
L'atrio della stazione ospita alcuni mosaici del premio Artemetro Roma. Gli autori dei mosaici esposti sono: Giuseppe Uncini e Vittorio Matino, italiani, Karl Gerstner, svizzero, e Ulrich Erben, tedesco.

## Servizi
La stazione dispone di:
- Biglietteria automatica
- Servizi igienici

## Interscambi
- Fermata autobus ATAC